# Lockston
Lockston est une localité canadienne située sur l'île de Terre-Neuve dans la province de Terre-Neuve-et-Labrador. Elle est traversée par la route 239 et par la route 230.